# Bison (transporte blindado de personal)
El Bison es un Vehículo de combate de infantería, construido por General Dynamics, y que entró en servicio en 1990. Se basa en el Piraña 8x8 de fabricación suiza.
Fue desarrollado en Canadá y fue fabricado con el propósito de servir en las Fuerzas de Reserva Canadienses, pero rápidamente se convirtió en un vehículo idóneo para el propio Ejército canadiense. 

## Usuarios
- Australia

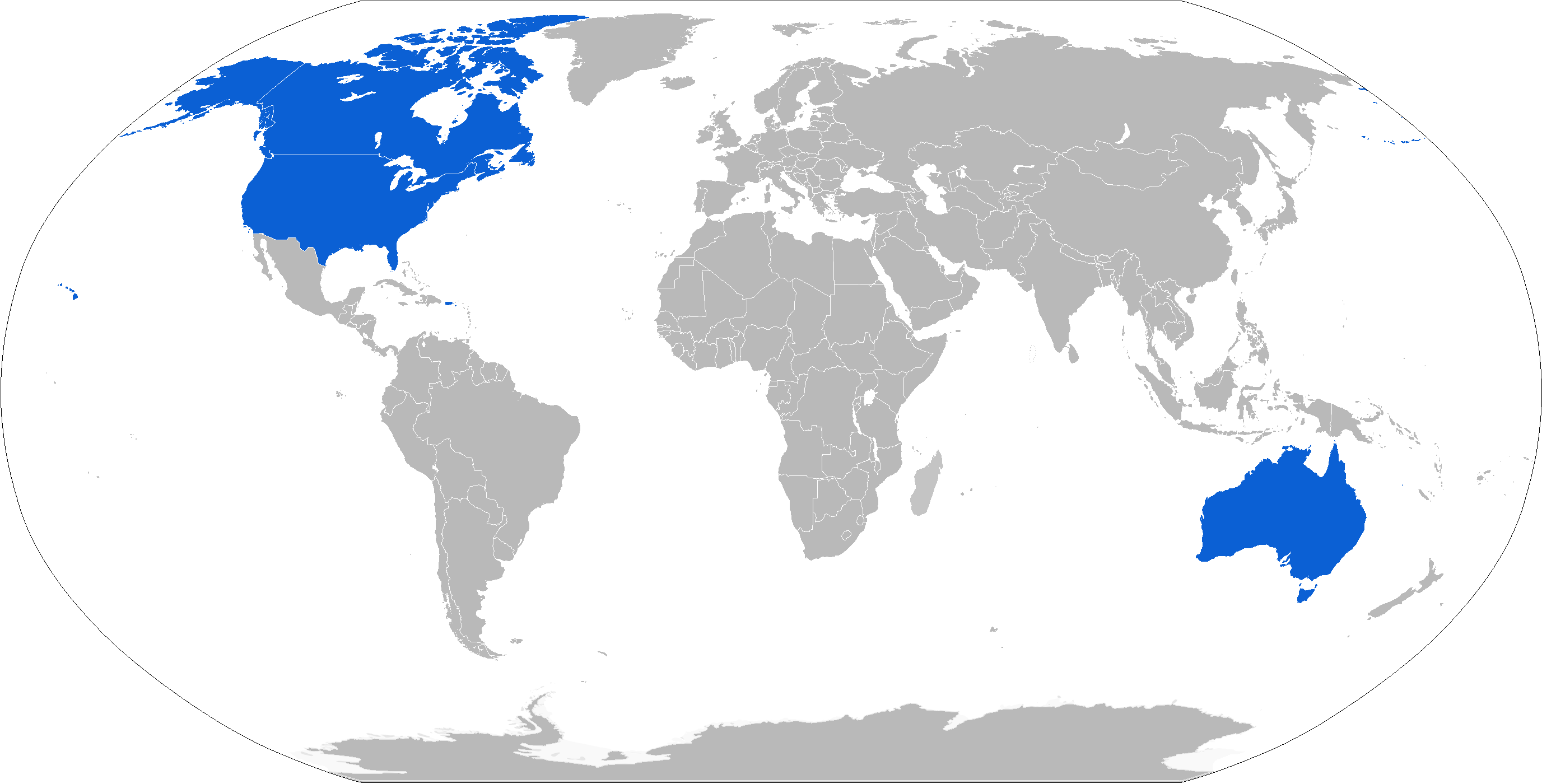
Usuarios del Bison en azul.

- Ejército australiano - 97 unidades.

- Estados Unidos

- Guardia Nacional de Estados Unidos - 12 unidades.

- Canadá

- Ejército canadiense - 199 unidades.

### Desarrollos relacionados
- Piranha I
  -  AVGP
  -  LAV-25
    -  ASLAV
- Piranha II
  -  Bison
  -  Coyote
- Piranha IIIH
  -  LAV III
    -  Stryker
    -  NZLAV
- Piranha IV
- Piranha V

### Vehículos similares
- FNSS PARS
- VBCI
- BTR-90
- Boxer MRAV
- Patria AMV
- VBM Freccia
- Pandur II
- BTR-3